# Revenge (Eurythmics-album)
Revenge er det syvende Eurythmics-album og blev udgivet 1986.
På 'Revenge' er Eurythmics gået mere over til rock-stilen, som man for eskempel kan høre på to af albummet's største hits Missionary Man og When Tomorrow Comes.
Det er et af de bedst sælgende album fra Eurythmics og har blandt andet ligget nummer et i både Schweiz og Norge.
I 2005 blev den genudgivet som Deluxe Edition sammen med otte andre Eurithmics cd'er.
Undtagen When Tomorrow Comes hvor Patrick Seymour også hjalp til, så er alle numrene skrevet af Annie Lennox og Dave Stewart.

## Numre
1. "Missionary Man" – 4:40
2. "Thorn in My Side" – 4:15
3. "When Tomorrow Comes" – 4:18
4. "The Last Time" – 4:10
5. "The Miracle of Love" – 5:04
6. "Let's Go" – 4:08
7. "Take Your Pain Away" – 4:30
8. "A Little of You" – 3:53
9. "In This Town" – 3:44
10. "I Remember You" – 5:00
11. "When Tomorrow Comes" (Remix) – 6:35

## Medvirkende
- Annie Lennox – Vokal
- Dave Stewart – Guitar
- Clem Burke (fra Blondie) – trommer
- Michael Kamen – violin o.l.
- Patrick Seymour – keybord
- Jimmy "Z" Zavala – harmonika og saxofon
- Bernita Turner – kor